# Pieter Vanspeybrouck
Pieter Vanspeybrouck (* 10. Februar 1987 in Tielt) ist ein ehemaliger belgischer Radrennfahrer.

## Werdegang
Im Nachwuchsbereich war Pieter Vanspeybrouck vor allem im Cyclocross erfolgreich: 2003 wurde er belgischer Meister in der Jugendklasse. Bei der Junioren wurde er 2005 nationaler Meister.
Nach seinem Wechsel zu den Erwachsenen wurde Vanspeybrouck 2006  Dritter der U23-Austragung von Paris–Roubaix und der belgischen U23-Straßenmeisterschaft.
Von 2008 bis 2016 fuhr Vanspeybrouck für das belgische UCI Professional Continental Team Topsport Vlaanderen, für das er 2011 den Sparkassen Giro Bochum und 2016 den Omloop Mandel-Leie-Schelde Meulebeke gewann. Bei Eschborn-Frankfurt 2016 wurde er Vierter.
Seine Teilnahme bei Eschborn-Frankfurt 2016 war auch privat für Vanspeybrouck von besondererer Bedeutung: Am Vorabend des Rennens meldete sein Zimmergenosse ihn bei einer Dating-App an, wodurch es zu einem Kontakt zu einer Frankfurterin kam, die er später heiratete. Seit 2018 lebt er mit ihr und zwei gemeinsamen Kindern in Bad Soden-Neuenhain. Er wurde Trainingspartner von John Degenkolb, der ebenfalls im Taunus wohnt.
In seine Zeit bei Topsport Vlaanderen fiel ein Dopingverstoß. Im Frühjahr 2013 wurde Vanspeybrouck wegen Dopings mit dem Wirkstoff Fenoterol für drei Monate gesperrt.
2017 wechselte er zur Mannschaft Wanty Gobert, welche 2021 unter dem Namen Intermarché-Wanty-Gobert Matériaux eine Lizenz als UCI WorldTeam erhielt. Er fuhr mit der Tour de France 2017 seine einzige dreiwöchige Rundfahrt, die er als 100. beendete. Nach Ablauf der Saison 2021 beendete er seine Karriere als Aktiver.

## Erfolge
2005
- Belgischer Cross-Meister (Junioren)

2011
- Sparkassen Giro Bochum

2016
- Omloop Mandel-Leie-Schelde Meulebeke